# آردس و نورث داون
آردس و نورث داون (به انگلیسی: Ards and North Down) یک بخش در ایرلند شمالی است.